# Emil Salomonsson
Emil Salomonsson (Örkelljunga, 28 de abril de 1989) é um futebolista sueco que joga como Lateral-Direito.

## Carreira
Defende as cores do  IFK Göteborg , Gotemburgo , desde 2011.

Está na seleção sueca desde 2011.

### Títulos
- Copa da Suécia – 2012/2013 e 2014/2015 [2]